# 11126 Doleček
11126 Doleček eller 1996 TC15 är en asteroid i huvudbältet som upptäcktes den 15 oktober 1996 av den tjeckiske astronomen Petr Pravec vid Ondřejov-observatoriet. Den är uppkallad efter Josef Doleček.
Asteroiden har en diameter på ungefär 4 kilometer.